# Bitva u Mantzikertu
V bitvě u Mantzikertu se v pátek 26. srpna 1071 střetla byzantská armáda s vojskem seldžuckých Turků vedeným sultánem Alp-Arslánem. Porážka Byzantinců, jejichž císař Roman IV. Diogenes padl v průběhu boje do zajetí, a následný politický a vojenský rozvrat paralyzující byzantskou říši zásadním způsobem poznamenaly její obranyschopnost. V důsledku toho pronikli turkičtí nájezdníci do nitra Malé Asie, již si v několika málo letech téměř celou podmanili. Tato bitva bývá proto historiky často označováno za pohromu vymezující určitý předěl v dějinách Byzance, odsouzené ztrátou Anatolie k zániku.

## Předchozí vývoj
Ve čtyřicátých letech 11. století se na východním okraji byzantské říše zjevila nová hrozivá síla v podobě nomádských seldžuckých Turků, příslušejících ke skupině turkických Oghuzů pocházejících ze střední Asie. První kontakt s Byzantinci navázali za vlády císaře Konstantina IX., který je přesvědčil k útoku na arménské království Ani. Tamější arménský vládce se zanedlouho podvolil císaři a jeho území bylo připojeno k říši. Tím se Byzantinci připravili o nárazníkovou zónu chránící jejich východní hranici, jelikož se ocitli v přímém sousedství se Seldžuky, s jejichž válečnou taktikou vycházející z pohyblivosti a rychlosti jízdních lučištníků se nedokázali účinně vyrovnat. Od roku 1048 Turci pustošili byzantskou Arménii a o šest let později stanuli před Trapezuntem při Černém moři. V roce 1057 zničili město Melitene (Malatya) při horním toku Eufratu. Konstantin IX. se nepokusil čelit seldžuckému nebezpečí a naopak z ekonomických důvodů rozpustil značnou část vojenských sborů střežících Arménii. Císař Izák I. Komnenos si sice plně uvědomoval neuspokojivý stav dlouhodobě zanedbávaného byzantského vojska, vládu ovšem pozbyl dříve, než mohl proti Seldžukům cokoli podniknout. Po něm nastoupivší Konstantin X. Dukas zcela ignoroval naléhavost problému a pokračoval v opomíjení potřeb armády dalším omezováním výdajů.
Tato politika znatelně urychlila vojenský pokles říše, čehož v roce 1064 využil seldžucký sultán Alp-Arslán k dobytí Ani. Vzniklá trhlina v byzantské východní hranici umožnila kočovným turkickým klanům rozvinout své útoky dále na západ do Malé Asie. Leckdy tak činily z podnětu seldžuckého vládce, avšak mnohem častěji z vlastní iniciativy. Jejich cílem nebylo obsazení cizího území, nýbrž jeho plenění, načež se po každém vpádu stahovali s kořistí do bezpečí. Při tom těžili z nedostatečné obrany Byzantinců, spoléhajících na početné kontingenty žoldnéřů rozmístěných v klíčových pohraničních pevnostech. Statická defenzivní koncepce se v boji s Turky ukazovala vysoce neefektivní. Jakmile totiž útočníci překonali byzantská opevnění, mohli snadno vpadat do hloubi nepřátelského teritoria, jež, vzhledem k rozkladu tradiční themové domobrany ve vnitrozemí říše, drancovali, aniž by se setkali se silnějším odporem.
Nutnost razantního zakročení proti stále rozpínavějším Seldžukům se naplno projevila v roce 1067, kdy jim padlo za oběť město Kaisareia (Kayseri). Císařovna Eudokie Makrembolitissa, vdova po zemřelém Konstantinovi X., vybrala za nového císaře člena maloasijské vojenské aristokracie Romana Diogena. Ten se roku 1068 vypravil v čele narychlo posbírané armády do Sýrie, přičemž si podrobil město Hierapolis. V jeho týlu mezitím Seldžukové zdevastovali Amorion. V následujícím roce vytáhl Roman do Arménie, kde chtěl dobýt pevnost Achlat. Od tohoto záměru upustil po zprávách o tureckém postupu na Ikonion (Konya). Romanova neúspěšná snaha svést se Seldžuky rozhodnou bitvu posílila opozici proti němu, vedenou rodem Duků. V roce 1070 se císař neodvážil opustit Konstantinopol a velením v boji se Seldžuky pověřil Manuela Komnena, staršího bratra Alexia Komnena. Přestože výprava skončila debaklem Byzantinců u města Sebasteia (Sivas), vítězní Turci přešli na stranu císaře. Navzdory tomu Seldžukové nedlouho nato obrátili v trosky město Chonai. Roman dospěl k závěru, že pouze přesvědčivým vítězstvím nad Seldžuky může zajistit byzantské hranice a uhájit vlastní trůn. V zimě 1070 až 1071 shromáždil císař ohromnou vojenskou moc, s níž hodlal útočníky rozdrtit.

## Před bitvou
Před zahájením vlastní výpravy vyslal Roman v únoru 1071 k Alp-Arslánovi své emisary, jejichž prostřednictvím navrhl sultánovi, obléhajícímu tehdy Edessu, sjednání mírové smlouvy. Alp-Arslán pokládal za svého úhlavního protivníka Fátimovce, vládnoucí Egyptu. Uvítal proto císařovu nabídku, zanechal dobývání Edessy a vytáhl k Aleppu. V polovině března překročilo Romanovo vojsko Bospor a vyrazilo východním směrem. Byzantskou armádu tvořilo přibližně 5000 profesionálních vojáků západních tagmat a pravděpodobně stejný počet z východních tagmat. Sestávala rovněž z oddílu varjažské gardy, normanských a franských žoldnéřů pod velením Roussela de Bailleul, několika tisíc žoldnéřů slovanského, tureckého, uzského a pečeněžského původu, kontingentu arménských vojáků a Byzantinců odvedených z anatolských themat. Celkově Roman disponoval zhruba 40 000 až 70 000 muži.

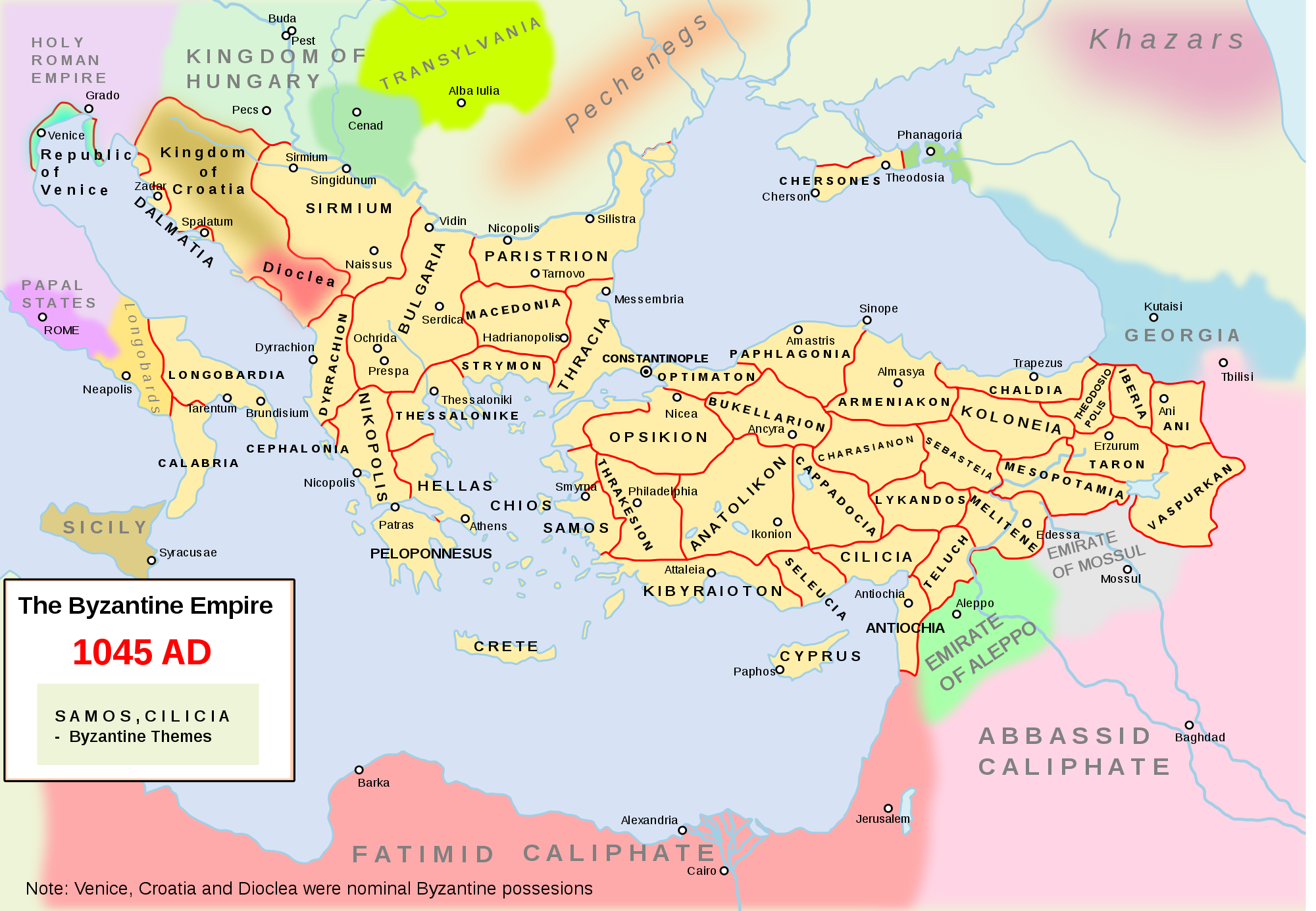
Byzanc okolo roku 1045

Podle líčení historika Michaela Attaleiata, který se účastnil výpravy, se Roman při dlouhé a náročné cestě Malou Asií musel potýkat s různými nehodami, přičemž kvůli požáru přišel o část své osobní výstroje a soumary. Již před tímto incidentem se císař přesunoval a nocoval odděleně od vlastního vojska. Někteří cizí žoldnéři pustošili krajinu podél trasy pochodu a jen s velkými obtížemi se je podařilo přivést ke klidu. Nadto klíčové pozice v armádě zastávali Dukové a jejich přívrženci, tudíž věrnost mnoha důstojníků vůči Romanovi se jevila být nanejvýš pochybná. Koncem června dorazili Byzantinci k městu Theodosiopolis (Erzurum). Jistí velitelé se vyslovovali pro pokračování tažení na seldžucké teritorium, kde by bylo možné sultána porazit dříve, než bude schopen se připravit. Jiní, včetně Nikefora Bryennia, navrhovali setrvat na místě. Císař se posléze rozhodl vytrvat v pochodu.
Zhruba v téže době se Roman dozvěděl o tom, že jeho postup přiměl sultána, aby ukončil obléhání Aleppa. Alp-Arslán odtud zřejmě ještě v květnu urychleně zamířil k Eufratu a dále na východ, nicméně během spěšného ústupu se znatelně zmenšila velikost jeho vojska. Protože ho opustili četní z jeho mužů, nařídil přivést dodatečné posily z Ázerbájdžánu a naverboval také 10 000 kurdských jezdců. Ve městě Choj seskupil sultán své síly čítající kolem 30 000 mužů, mezi nimiž se nacházely i 4000 příslušníků jeho elitní osobní gardy. Třebaže jeho vojsko co do počtu výrazně zaostávalo za byzantským, oproti svému protivníkovi měl výhodu v podobě přesných údajů o pohybu nepřítele.
V srpnu se Byzantinci přiblížili k jezeru Van. Roman, nemající žádné zprávy o blízkosti hlavního voje Seldžuků, se domníval, že sultán dosud prodlévá kdesi na jihu. Císař se tedy rozhodl rozdělit vojsko na dvě části: polovinu mužů svěřil pod velení Josepha Tarchaneiota, jemuž přikázal, aby podpořil předvoj Roussela de Baileulla při dobývání Achlatu, zatímco se zbytkem armády se sám odebral k nedaleké pevnosti Mantzikert (Malazgirt), již hodlal obsadit. Turecká posádka Mantzikertu se po krátkém boji vzdala, načež se zde Roman rozložil táborem s úmyslem vyrazit druhého dne za Tarchaneiotem. Ten se ovšem Achlatu nedokázal zmocnit. Přestože se muslimské kroniky zmiňují o tom, že ho Alp-Arslán rozdrtil v boji, v byzantských pramenech není nic takového doloženo. Podle Attaleiatova tvrzení Tarchaneiotes dokonce zbaběle uprchl, sotva se doslechl o sultánově příchodu. Jeho vojáci se měli zastavit teprve v Meliteně a do bitvy už nijak nezasáhli.

## Střetnutí
Záhy po kapitulaci Mantzikertu narazil byzantský průzkum na první vážnější odpor tureckých lučištníků. Roman nevěděl nic o osudu Tarchaneiotova sboru a mylně předpokládal, že se před ním nalézá pouze menší část sultánova vojska, nikoli celá jeho armáda. Vyčlenil proto západní tagmata pod velením Nikefora Bryennia k jejímu odražení. Bryennios se ale vzápětí ocitl v lítém boji a požádal o posily. Císař na to zareagoval vysláním podpůrného oddílu v čele s arménským generálem Nikeforem Basilakiem, který padl do nastražené léčky. Basilakios byl vzat do zajetí a většina jeho mužů přišla o život. I přes hrozící obklíčení dokázal Bryennios odolat náporu Seldžuků a v pořádku ustoupil zpět k Mantzikertu. Nečekaný vývoj přiměl Romana k seřazení vojska do bitevního šiku v očekávání brzkého střetnutí. Turci však setrvávali ukryti v blízkých kopcích, takže se Byzantinci k večeru odebrali zpět do ležení. Po západu slunce se Seldžukové pod příkrovem bezměsíčné noci přihnali k byzantskému táboru, jejž zasypávali salvami šípů, a na všech stranách tak vyvolávali neklid. Tímto svým agresivním počínáním nedopřáli Byzantincům ani na chvíli oddech.
Následujícího rána Byzantinci zjistili, že kontingent uzských žoldnéřů, čítající asi 1000 jezdců, přešel na stranu Seldžuků. Mezi vojáky ihned nastalo pozdvižení, neboť vůči ostatním Turkům v císařských službách vyvstalo silné podezření, že se v případě bitvy zachovají stejně. Ve vzdálenosti pouze pár kilometrů od Byzantinců tábořil Alp-Arslán, jenž téhož dne poslal k císaři své vyslance s návrhem na uzavření míru. Třebaže Roman neměl žádné informace o Tarchaneiotovi, odmítl sultánovu nabídku, jelikož chtěl vyřešit turecký problém jednou provždy a pojistit si trůn dosažením vítězství. Současně si uvědomoval, že shromáždění nové armády v budoucnu by bylo velice obtížné a nákladné.

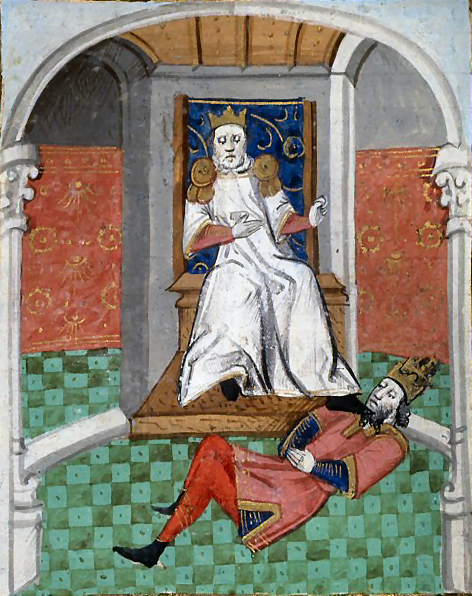
Alp Arslán pokořující císaře Romana IV., francouzský ilustrovaný manuskript z 15. století

V pátek 26. srpna 1071 Roman zformoval své muže do dvojité linie s jezdectvem po stranách. Sám císař zaujal postavení ve středu bojové sestavy, Bryennios velel levému křídlu a kappadocký generál Theodoros Allyates pravému. S určitým odstupem za hlavními silami se nalézal zadní voj, jemuž velel Andronikos Dukas, syn Romanova úhlavního byzantského oponenta, caesara Ioanna Duky. Seldžukové byli uspořádáni v široké polokruhovité formaci asi čtyři kilometry daleko od Byzantinců. Alp-Arslán se usadil na blízkém pahorku, z něhož měl dokonalý přehled o tom, co se na bojišti odehrává.
Po poledni se Roman vydal vstříc Seldžukům, avšak ti se přímé konfrontaci vyhýbali. Místo toho se pomalu stahovali dozadu a přenechávali iniciativu jízdním lučištníkům, kteří se proháněli kolem byzantských křídel a ostřelovali je šípy. Byzantinci se marně snažili dostihnout své nepřátele a přinutit je ke svedení regulérní bitvy až do pozdního odpoledne, kdy Roman dospěl k závěru, že další pronásledování nemá smysl. Tudíž nechal otočit císařskou standartu, čímž vydal signál k zastavení postupu a k návratu do tábora. Do tohoto okamžiku seldžucká jízda, přidržující se taktiky „udeř a uteč“, typické pro stepní válečníky, před Byzantinci vytrvale ustupovala. Když Alp-Arslán spatřil obrat Byzantinců, přikázal vést proti nim rozhodný útok. Nečekaně silný tlak ze všech stran útočících Seldžuků způsobil zmatek na pravém křídle Byzantinců. Někteří žoldnéři navíc špatně pochopili císařovo znamení a začali prchat v domnění, že je Roman mrtev. V tomto kritickém momentě mohla situaci zachránit záloha vedená Andronikem Dukou, nicméně její velitel rozšířil mezi svými muži pověst o císařově údajné smrti a vyvolal tak všeobecnou paniku a útěk. Bryenniovo levé křídlo si sice dokázalo probojovat cestu ven, ovšem zbytky byzantského středu, včetně císaře obklopeného varjažskou gardou, byly obklíčeny a pobíjeny Seldžuky. Roman byl po houževnatém odporu zraněn a zajat.
Byzantští autoři se poměrně významně rozcházeli v líčení průběhu bitvy. Podle Michaela Attaleiata, příznivce Romana Diogena a očitého svědka popisovaných dějů, rozkázal císař z obav před možnými nepřátelskými přepady po příchodu tmy ústup vojska do tábora. Andronikos Dukas poté zrádně opustil bitevní pole s tvrzením o císařově smrti. Tím zapříčinil chaos, jehož využil seldžucký sultán k napadení Byzantinců a k narušení soudržnosti jejich šiku. Naproti tomu Nikeforos Bryennios, syn stejnojmenného generála bojujícího u Mantzikertu, udává, že Romanova armáda padla v závěrečné fázi boje do turecké léčky. Obklíčení Byzantinci byli napadáni ze všech stran, kvůli čemuž bylo zahnáno na útěk nejprve pravé křídlo Theodora Allyata, potom týl Andronika Duky a nakonec Bryenniovo levé křídlo. Muslimské prameny se přidržovaly především druhé verze a připisovaly veškeré zásluhy na vítězství sultánovu prudkému úderu, takže opomíjely možnost zrady mezi Byzantinci.

## Důsledky
Podle mínění některých moderních historiků, konkrétně lze uvést třeba Johna Julia Norwiche nebo Alexandra Vasiljeva, byla byzantská armáda v bitvě u Mantzikertu naprosto zničena. Přesto již soudobé byzantské a arménské prameny udávají, že většina vojska buď nebyla přítomna, nebo dezertovala, případně se stáhla před tím, než došlo k úplnému kolapsu. Nynější badatelé se postupně přiklánějí k názoru, že ztráty Byzantinců byly relativně nízké, neboť mnohé z jejich formací přečkaly bitvu veskrze nedotčené a sotva za několik měsíců se účastnily bojů na jiných místech. Téměř všichni význační velitelé císařského vojska dokázali vyváznout a později se zapojili do dalšího dění. Úplnému masakru Byzantinců patrně zamezil zvířený prach na bojišti a brzký příchod tmy, což prchajícím usnadnilo únik z dosahu jejich pronásledovatelů. Celkový počet padlých, zraněných a zajatých na byzantské straně nečinil více než 8000 mužů. Utrpěné ztráty tedy nebyly natolik vysoké, aby nemohly být nahrazeny.
Ačkoli Mantzikert uštědřil vážnou ránu byzantské prestiži, nebyla Romanova pozice i přes to, že se ocitl v zajetí, zcela bezvýchodná. Alp-Arslán prý odmítal uvěřit, že vyčerpaný zajatec, jehož před něho předvedli, je skutečně císař. Posléze učinil symbolické pokořující gesto vůči poraženému soupeři, nadále ale s Romanem zacházel s respektem a poctami odpovídajícími jeho císařské hodnosti. Sultán stanovil Byzanci přijatelné mírové podmínky, v rámci nichž si vyžádal vydání Antiochie, Edessy, Hierapole a Mantzikertu, a rovněž císařovu dceru jako nevěstu pro jednoho ze svých synů. Kromě toho požadoval platbu ve výši 10 milionů solidů. Nakonec se spokojil se sumou 1,5 milionů a s každoročním tributem činícím 360 000. Po zhruba týdnu stráveném v Alp-Arslánově táboře se Roman odebral na zpáteční cestu, k čemuž ho sultán obdařil ozbrojeným doprovodem. Tušil, že zpráva o jeho prohře se už rozšířila do hlavního města a spěchal, aby uklidnil tamější poměry.
Romanova nezdaru mezitím v Konstantinopoli využili Dukové k provedení převratu, při němž byl Roman prohlášen za sesazeného a na trůn byl nastolen Michael VII. Dukas, syn Konstantina X. Eudokie Makrembolitissa byla vypovězena do kláštera caesarem Ioannem Dukou, který vykonával skutečnou vládu na místo svého dvacetiletého synovce, postrádajícího předpoklady k řízení státu. Po svém propuštění ze zajetí shromáždil Roman své rozptýlené muže, v jejichž čele se vypravil na Konstantinopol. Ioannes Dukas proti němu vyslal svého nejmladšího syna Konstantina, jemuž Roman podlehl nedaleko města Amaseia. Svržený císař přečkal zimu ve své rodné Kappadokii, kde přeskupil své zbývající síly, ovšem na jaře 1072 byl opět poražen, tentokrát vojskem Andronika Duky. Roman seznal, že jeho situace je beznadějná, a vzdal se svým nepřátelům výměnou za příslib bezpečného zacházení. Nehledě na to ho Ioannes Dukas nechal krutě oslepit a nedlouho poté Roman zemřel.

## Další vývoj

Územní rozsah byzantské říše kolem roku 1081

Třebaže říší otřásala občanská válka, Alp-Arslán se cítil vázán dohodou s Romanem a až do své smrti v prosinci 1072 nepodnikl nic, co by bylo v rozporu s ní. Byzantská vláda přesto nedokázala odvrátit turkické nájezdníky, neuznávající žádné smlouvy, od překračování východní hranice a svévolného pustošení. Neschopnost Michaela VII. a jeho strýce Ioanna Duky ochránit Malou Asii před Turky podnítila anatolské magnáty k tomu, aby se ujali obrany sami. Při jihozápadním pobřeží Černého moře obsadil Theodoros Gabras okolí města Trapezuntu, zatímco generál Filaretos Vrachamios střežil teritorium sahající od Kilíkie až k Edesse a zahrnující Antiochii. Turci se však zmocnili obou břehů Eufratu v oblasti rozprostírající se mezi těmito dvěma doménami.
Pravděpodobně na jaře 1073 vypravili Dukové proti nájezdníkům vojsko složené z normanských a tureckých žoldnéřů, protože se jim nedostávalo loajálních byzantských oddílů. Normanský vůdce Roussel de Bailleul se v průběhu kampaně vzbouřil a obsadil území thematu Armeniakon s úmyslem vytvořit vlastní nezávislé království. Zhruba v téže době Turci opanovali Kappadokii. Proti povstalému žoldnéři vyslal Michael VII. caesara Ioanna Duku, nicméně ten byl Rousselem de Bailleul zajat a prohlášen za císaře. Roussel de Bailleul pak vytáhl ke Konstantinopoli a zničil Chrysopolis (Üsküdar) na asijském břehu Bosporu. Za těchto zoufalých okolností se Michaelova vláda obrátila s žádostí o pomoc na Turky, kteří de Bailleula porazili. Krátce nato dosáhl Alexios Komnenos lstí a uplácením jeho zadržení. Pád Roussela de Bailleula paradoxně odstranil poslední překážku nerušenému pronikání Turků, těžících z mocenského vakua v Anatolii.
Koncem roku 1077 povstal proti Michaelovu kolabujícímu režimu Nikeforos Botaneiates, stratég thematu Anatolikon. Takřka ve stejný moment byl na západě provolán za císaře Nikeforos Bryennios. Botaneiates získal podporu seldžuckého emíra Sulejmana ibn Kutlumiše, načež neprozřetelně umístil turecké vojáky do měst v Bithýnii a roku 1078 se stal císařem na místo slabého Michaela VII. O dva roky později odpadl od Botaneiata maloasijský generál Nikeforos Melissenos, jenž navázal spojenectví se Sulejmanem. Ten se díky tomu mohl nerušeně spojit s tureckou posádkou v Nikaii. Po neúspěchu Nikefora Melissena, marně usilujícího o dobytí Konstantinopole, mu Sulejman odmítl vydat zabraná bithýnská města a učinil Nikaiu centrem rúmského sultanátu. Když na jaře 1081 skončilo nástupem Alexia Komnena desetiletí vnitřních rozbrojů v říši, většina Anatolie se nacházela v turecké moci.

## Hodnocení
Historikové tradičně nahlíželi na bitvu u Mantzikertu jako na katastrofu pro Byzanc, vyúsťující v přímou ztrátu Anatolie, což z dlouhodobého hlediska činilo zánik říše neodvratitelným. John Julius Norwich napsal ve svém stěžejním díle o byzantských dějinách, že porážka byla pro říši „smrtelným úderem, ačkoli uplynula celá staletí, než se její trosky úplně zhroutily. Themata v Anatolii tvořila doslova srdce říše, avšak během desetiletí po Mantzikertu zmizela.“ V jiném svém díle Norwich nazývá tuto bitvu „největší pohromou, jakou říše utrpěla za sedm a půl století své existence.“ Alexandr Vasiljev hodnotí porážku u Mantzikertu „jako smrtelnou ránu byzantské dominanci v Malé Asii, klíčové části říše. Po roce 1071 zde už nebylo žádné byzantské armády vzdorující Turkům.“ Vojenský historik Trevor N. Dupuy spatřuje „nejdůležitější jediný vojenský výsledek Mantzikertu v odstranění hlavní domácí základny říše pro nábor vojáků.“
Vlastní byzantské prameny jsou v otázce hodnocení této bitvy relativně nejednotné. Michael Attaleiates ji označuje a popisuje jako katastrofu, naproti tomu Michael Psellos jí věnuje jen nepatrnou pozornost. Anna Komnena, píšící v závěru první poloviny 12. století, uznává Mantzikert za závažnou historickou událost, již ale nepovažuje za nějaký osudový zvrat. Obdobně i současní historikové zastávají při posuzování významu a dopadů této bitvy umírněnější postoje. John Haldon ji z čistě vojenského hlediska nepokládá za vážnou porážku a rozšíření tureckého záboru do nitra říše připisuje až nastalým vnitřním rozbrojům.
Za panování Komnenovců Byzantinci obnovili svoji kontrolu nad regiony Malé Asie ležícími na západě a při pobřeží tohoto poloostrova. Kromě toho ve 12. a 13. století sloužily v byzantské armádě četné vojenské sbory pocházející z asijské části říše. Mantzikert nepředstavoval ani tak vojenskou, nýbrž politickou pohromu, přičemž skutečné příčiny pozbytí centrální Anatolie, vedoucí k její pozvolné kulturní a etnické transformaci, vězely ve zhroucení themové obrany, v nesouladu Byzantinců zápolících v občanských válkách usnadňujících pronikání Seldžuků, v narůstajících separatistických tendencích a v trvajícím podceňování Turků, kteří nebyli ani po Mantzikertu vnímáni jako hrozba.